# Evilard
Evilard (niem. Leubringen) – gmina (niem. Einwohnergemeinde) w Szwajcarii, w kantonie Berno, w regionie administracyjnym Seeland, w okręgu Biel/Bienne. 
Do XX w. główną gałąź gospodarki stanowiło rolnictwo. Od około 1950 roku w szybkim tempie rozwijała się zabudowa jednorodzinna, którą w większości zamieszkiwali ludzie pracujący w pobliskim mieście Biel/Bienne.

## Demografia
W Evilard mieszkają 2 672 osoby. W 2020 roku 13,2% populacji gminy stanowiły osoby urodzone poza Szwajcarią.